# .mobi

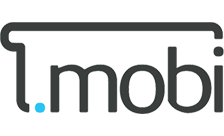
로고

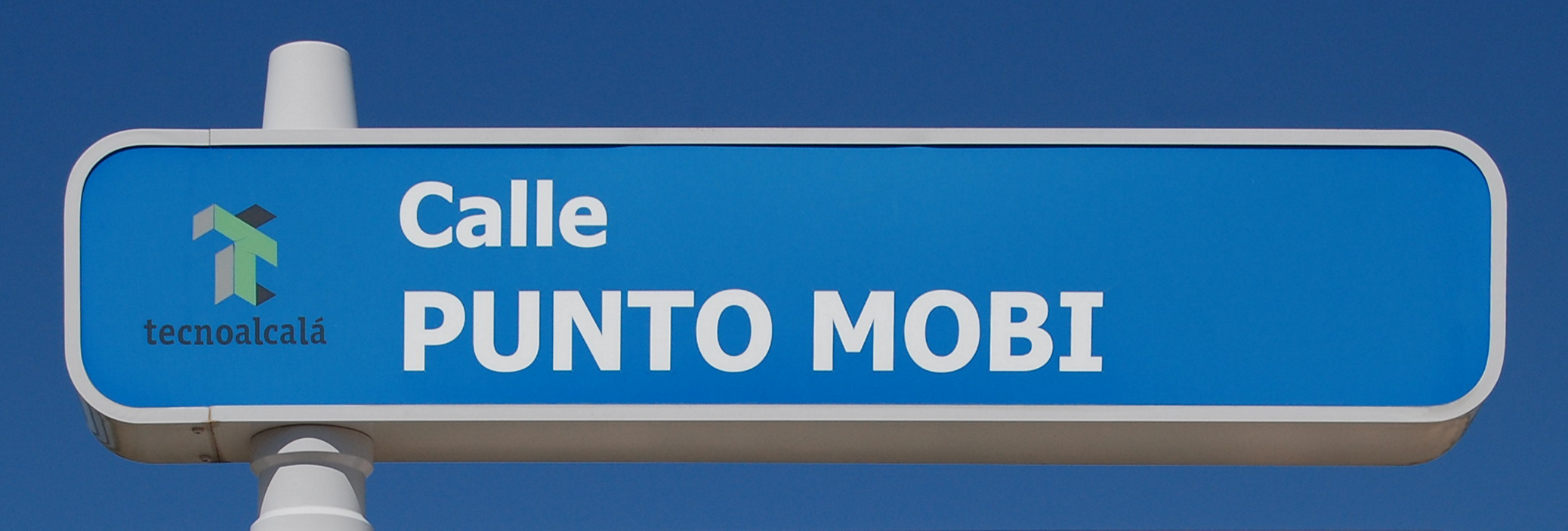

.mobi(닷모비)는 각종 휴대용 무선 단말기를 통해 바로 인터넷에 접속할 수 있도록 모바일 인터넷 환경에 특화된 인터넷 최상위 도메인이다. 닷모비(.mobi) 도메인은 .com, .net, .kr와 같은 최상위 도메인(gTLD)으로 2005년 ICANN으로부터 최종 승인을 받았으며 운영은 삼성전자, 마이크로소프트, 구글, 소니, 에릭손사 등 전 세계 대표적인 모바일 업체들이 출자해서 아일랜드에 설립한 MTLD(Mobile Top Level Domain)사가 맡고 있다.

## 운영
닷모비 도메인 이름은 2006년 9월 26일부터 일반인이 등록할 수 있다.
닷모비는 W3C 모바일 웹 이니셔티브(MWI)와 협력하여 모바일 콘텐츠에 대한 MWI 모범 사례를 공식화하는 데 도움을 주었다. 이 관행은 모바일 웹 지원 장치에서 우수한 사용자 경험을 달성하는 여러 가지 방법을 설명하고 이러한 관행을 구현하는 여러 방법을 인정했다.
mTLD는 웹사이트의 모바일 준비 상태를 분석하기 위해 Ready.mobi(이후 mobiForge)라는 무료 테스트 도구를 출시했다. 무료 페이지 분석을 수행하고 1부터 5까지의 .mobi 레디 점수를 제공한다. 이 보고서는 dotMobi가 권장하는 모범 사례를 사용하여 사이트의 모바일 준비 상태를 테스트한다.
닷모비 자체가 특정 기술을 요구하지는 않지만 .mobi 사이트가 지침에 부합하고 휴대폰에 특별히 최적화된 사용자 경험을 생성할 것을 권장한다.

## 같이 보기
- 모바일 컴퓨팅
- 모바일 응용 소프트웨어
- 모바일 웹